# Prix Anna-Seghers
Le prix Anna-Seghers est un prix littéraire international décerné chaque année par la Fondation Anna-Seghers. 
Ce prix résulte d'une volonté exprimée par l'écrivaine allemande Anna Seghers dans son testament : que les recettes de ses œuvres servent à promouvoir de jeunes auteurs.
De 1986 à 1994, les bourses d'études sont remises par l'Académie des arts de la RDA, puis par les enfants d'Anna Seghers, Pierre et Ruth Radvanyi. La Fondation Anna-Seghers est créée en 1997.
Jusqu'en 2012, le prix est doté de 15 000 euros, qui sont attribués à parts égales à un auteur germanophone et un latino-américain. En 2013 et 2014, le prix n'a pas pu être décerné. Depuis 2015, il est doté de 8 000 euros pour chaque lauréat et a pour objectif, conformément au statut de la Fondation Anna-Seghers, « la promotion des jeunes auteurs peu connus issus de pays germanophones et latino-américains ».
Chaque année, la Fondation mandate des personnalités de la vie littéraire pour sélectionner les lauréats.

## Lauréats
- 1986 : Ingeborg Arlt, Omar Saavedra Santis
- 1987 : Kerstin Hensel, Ramón Díaz Eterovic, Gioconda Belli
- 1988 : Kathrin Schmidt, Jens Sparschuh
- 1989 : Annett Gröschner, Jörg Kowalski
- 1990 : Arturo Arias, Daína Chaviano, Johannes Jansen, Reinhard Jirgl, Sonja Voß-Scharfenberg
- 1991 : Haus für Straßenkinder (Brasilien)
- 1992 : Ines Eck
- 1993 : Alois Hotschnig
- 1994 : João Ubaldo Ribeiro
- 1995 : Marion Titze
- 1996 : Michael Kleeberg, Miguel Vitagliano
- 1997 : Ulrich Peltzer, Carmen Boullosa
- 1998 : Róža Domašcyna, David Mitrani Arenal
- 1999 : Stefanie Menzinger, Hermann Bellinghausen
- 2000 : Melanie Gieschen, Alonso Cueto
- 2001 : Ana Teresa Torres, Carsten Probst
- 2002 : Rafael Gumucio, Lutz Seiler
- 2003 : Catalin Dorian Florescu
- 2004 : Claudia Hernández, Jan Wagner
- 2005 : Cristina Rivera Garza, Ulf Stolterfoht
- 2006 : Nico Bleutge, Pedro Lemebel
- 2007 : Fabián Casas, Katja Oskamp
- 2008 : Lukas Bärfuss, Alejandra Costamagna
- 2009 : Daniela Dröscher, Guadalupe Nettel
- 2010 : Félix Bruzzone, Andreas Schäfer
- 2011 : Sabrina Janesch, Lina Meruane
- 2012 : Olga Grjasnowa, Wilmer Urrelo Zaráte
- 2015 : Nino Haratischwili[2]
- 2016 : Yuri Herrera
- 2017 : Maren Kames
- 2018 : Julián Fuks, Manja Präkels
- 2019 : Fernanda Melchor, Joshua Groß
- 2020 : Ivna Žic, Hernán Ronsino
- 2021 : Magela Baudoin, Francis Nenik
- 2022 : Yael Inokai, Alia Trabucco Zeran
- 2023 : Bonn Park, Makenzy Orcel[3]
- 2024 : Carlos Fonseca Suárez (en), Johannes Herwig[4].